# Compostduizendpoot
De compostduizendpoot (Stigmatogaster subterranea), ook wel bekend onder de naam grote aardkruiper, is een duizendpotige uit de familie Himantariidae.

## Naam en indeling
De wetenschappelijke naam van de soort werd voor het eerst voorgesteld door George Shaw in 1789. Oorspronkelijk werd de naam Scolopendra subterranea gebruikt. De wetenschappelijke benaming van de duizendpoot was daarna lange tijd Haplophilus subterraneus en onder deze naam is het dier in veel literatuur bekend. Tegenwoordig wordt de soort bij het geslacht Stigmatogaster ingedeeld en ook de soortaanduiding is veranderd.

## Uiterlijke kenmerken

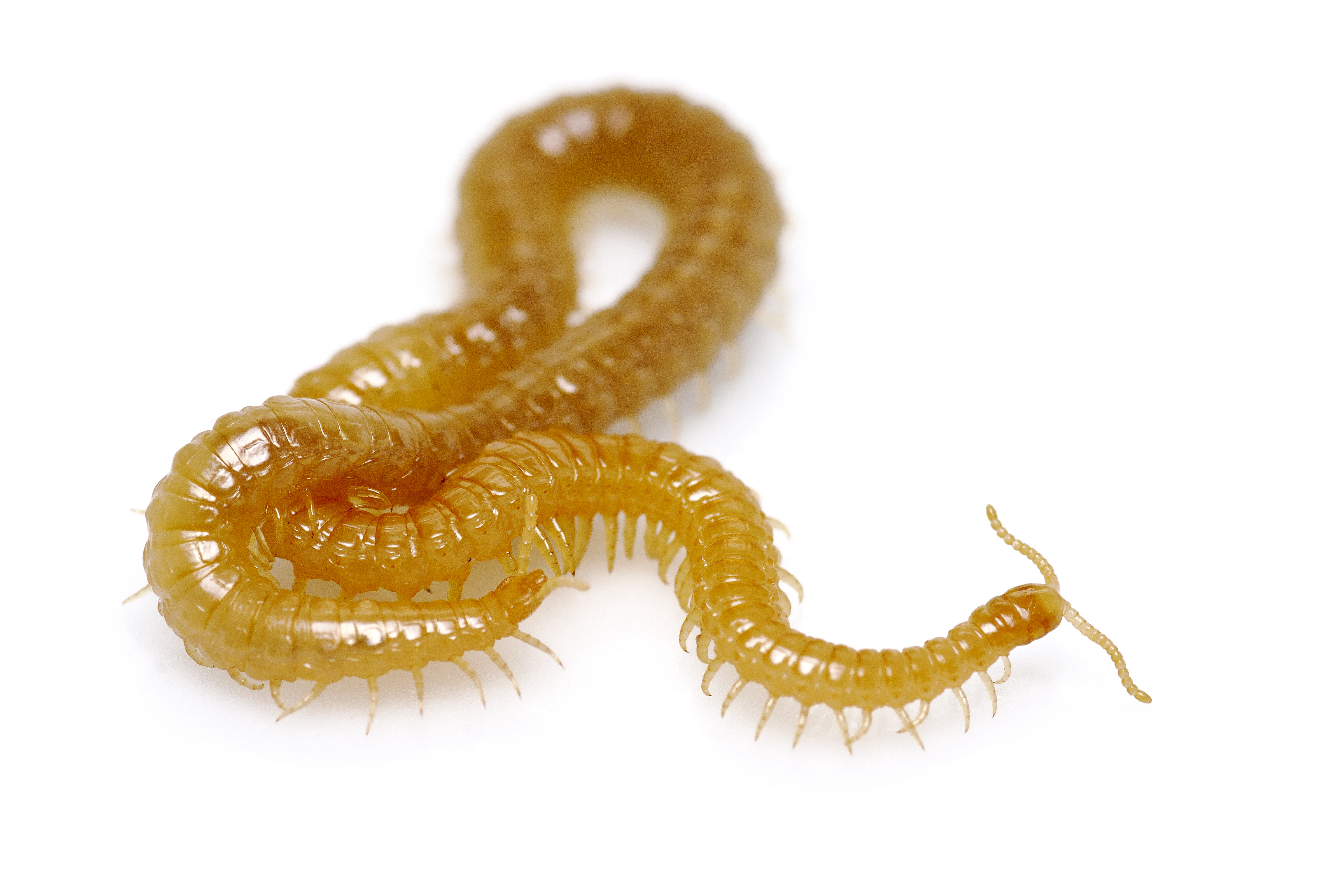
compostduizendpoot

De duizendpoot is gemakkelijk van de gewone steenloper (Lithobius forficatus) te onderscheiden vanwege het extreem lange en veel dunnere lichaam en het relatief grote aantal segmenten. Ieder lichaamssegment telt één paar kleine pootjes, dit zijn 77 tot 83 paar. De kleur is witachtig geel, de kop en voorzijde van het lichaam zijn meer oranje van kleur. De lengte van een volwassen exemplaar is ongeveer 7 centimeter lang maar omdat de duizendpoot vaak half opgerold of in een kluwen ligt, doet de lengte kleiner aan. De breedte is op het breedste punt slechts 1,5 millimeter dik. De grote, lange en brede, oranjekleurige antennes vallen goed op en aan de achterzijde van het lichaam zijn twee sprieterige tastorganen aanwezig.

## Verspreiding en habitat
De compostduizendpoot is in Nederland en België vrij algemeen te vinden en komt daarnaast voor in grote delen van Europa.
De duizendpoot leeft in de bodem in gebieden met een humusrijke grond en is vaak ondergronds of onder stenen en houtblokken te vinden.

## Levenswijze
Op het menu staan kleine ongewervelden als wormen, slakken en insecten, maar ook plantendelen worden wel gegeten. Het is een van de weinige soorten duizendpoten die schade aan planten veroorzaakt door aan de wortels te knagen. In de regel brengen juist de verwante miljoenpoten schade toe aan planten, de meeste duizendpoten jagen uitsluitend op levende prooien. Het vraatbeeld bestaat uit kleine onregelmatige kleine vraatsporen aan wortels of jonge groene delen, van vlak onder de grond tot enige tientallen centimeters diep.